# Min Bahadur Sherchan
Min Bahadur Sherchan (ur. 20 czerwca 1931 w Myagdi, zm. 6 maja 2017 na Mount Evereście) – nepalski himalaista.
25 maja 2008 został najstarszym zdobywcą Mount Everest w historii, pobijając rekord należący do Katsusuke Yanagisawy, który w 2007 roku zdobył szczyt, mając 71 lat. Osiągnięcie Nepalczyka zostało jednak oficjalnie uznane i wpisane do Księgi Rekordów Guinnessa 23 listopada 2009. 23 maja 2013 jego rekord został pobity przez Yūichirō Miurę. Kilka dni później Nepalczyk zrezygnował z próby ustanowienia nowego rekordu, jednakże później zmienił zdanie. Zmarł 6 maja 2017 podczas próby odzyskania rekordu.